# My Little Pony: Equestria Girls – Friendship Games
My Little Pony: Equestria Girls – Friendship Games (Brasil: My Little Pony, Equestria Girls: Jogos da Amizade / Portugal: My Little Pony: Equestria Girls 3) é um filme canado-estado-unidense dos gêneros comédia, fantasia e musical. É a sequência do filme My Little Pony Equestria Girls: Rainbow Rocks, considerado o terceiro filme da franquia e spin-off Equestria Girls, e faz parte do fim da 5ª temporada da série de desenho animado, My Little Pony: A Amizade É Mágica. O filme foi escrito por Josh Haber e realizado por Ishi Rudell. Estreou-se nos Estados Unidos pelo Discovery Family, e no Brasil pelo Discovery Kids a 26 de setembro de 2015. Em Portugal, foi exibido em 31 de dezembro de 2015 pelo Canal Panda.
É o fim da quinta temporada de My Little Pony: A Amizade É Mágica e contém Tara Strong, Rebecca Shoichet, Ashleigh Ball, Andrea Libman, Tabitha St. Germain, Cathy Weseluck e Iris Quinn no papel de dubladores.

## Argumento
Os estudantes de Canterlot se prepararam para a competição desportiva dos Friendship Games contra sua escola rival ''Crystal Prep Academy'', eles descobrem que Twilight Sparkle de seu mundo está na equipe adversária! E a batalha começou, mas isso é por pouco tempo. Durante os jogos, algo estranho acontece, um objeto em que Twilight fez, começa a sugar a mágica de todas as garotas. A diretora da escola rival, começa a desconfiar em que os alunos de Canterlot estão usando mágia para trapacear nos Friendship Games.
Mas após todos os colegas de Twilight pedirem para ela liberar a mágia que tem no objeto dela, ela se transforma em Midnight Sparkle que diz querer mais mágia, ela começa a destruir Canterlot High, mas para deter a vilã, Sunset se transforma em Daydream Shimmer, Sunset tampa todos os buracos e as duas garotas começam a lutar. No final, após se distrair com Spike, Sunset usa a sua mágia para acabar com a vilã. Em um buraco todo tampado, Sunset pede para Twilight tocar na mão dela e ver como é a mágia da amizade como fizeram com ela no baile de Outono. Twilight pede a vice-diretora Candence se pode mudar para Canterlot High.
No final, a princesa Twilight retorna a Canterlot por todos as mensagens de Sunset no livro, ela diz que estava presa em uma viagem do tempo e que foi muito estranho, então as duas Twilights ficaram frente a frente e a princesa diz: "Considero isso a segunda coisa mais estranha!".

## Elenco
| Personagem                          | Voz original em Inglês                     | Dublagem Brasileira                          |
| ----------------------------------- | ------------------------------------------ | -------------------------------------------- |
| Twilight Sparkle / Midnight Sparkle | Tara Strong Rebecca Shoichet (canções)     | Bianca Alencar (diálogos, canções)           |
| Sunset Shimmer                      | Rebecca Shoichet                           | Fernanda Bullara Vivi Mori (canções)         |
| Applejack                           | Ashleigh Ball                              | Samira Fernandes Vânia Canto                 |
| Rainbow Dash                        | Ashleigh Ball                              | Silvia Suzy Corina Sabbas (canções)          |
| Fluttershy                          | Andrea Libman                              | Priscila Ferreira Mary Minóboli (canções)    |
| Pinkie Pie                          | Andrea Libman Shannon Chan-Kent (canções)  | Jussara Marques Andressa Andreatto (canções) |
| Rarity                              | Tabitha St. Germain Kazumi Evans (canções) | Priscila Franco Bianca Tadini (canções)      |
| Spike, o cão                        | Cathy Weseluck                             | Francisco Freitas                            |
| Flash Sentry                        | Vincent Tong                               | Robson Kumode                                |
| Diretora Celestia                   | Nicole Oliver                              | Denise Reis                                  |
| Vice-diretora Luna                  | Tabitha St. Germain                        | Shallana Costa                               |
| Diretora Cinch                      | Iris Quinn                                 | Rosa Maria Baroli                            |
| Vice-diretora Cadence               | Britt McKillip                             | Raquel Marinho                               |
| Shining Armor                       | Andrew Francis                             | Michel Di Fiori                              |
| Lemon Zesty                         | Shannon Chan-Kent                          | Flora Paulita                                |
| Sugarcolt                           | Sienna Bohn                                | Maíra Paris                                  |
| Indigo Zap                          | Kelly Sheridan                             | Gaby Milani                                  |
| Sunny Flare                         | Britt Irvin                                | Tess Amorim                                  |
| Sour Sweet                          | Sharon Alexander                           | Agatha Paulita                               |
| Sweetie Drops                       | Andrea Libman                              | Andressa Andreatto                           |

## Produção

### Desenvolvimento
Uma clareira em uma floresta usada no episódio da série, Alegrias e Tristezas e para esse filme foi previamente lançado online como imagem de fundo em novembro de 2014.
O terceiro filme foi primeiramente mencionado pelo co-diretor de Rainbow Rocks Ishi Rudell. Brony Donald "Dusty Katt" Rhodes twitou preocupado com o silêncio de Rudell no Twitter, e Rudell anunciou que ele estava "muito ocupado trabalhando no #3".
Em 29 de janeiro de 2015, a distribuidora australiana Beyond Home Entertainment postou via Facebook, que eles conseguiram os direitos de distribuição das temporadas 4 e 5 da série, com adição de Rainbow Rocks e o "terceiro filme Equestria Girls". Outras confirmações foram dadas durante a apresentação da Hasbro na Feira de Brinquedos de Nova York de 2015.
Em 23 de fevereiro de 2015, durante um vídeo mostrando as novidades de 2015, o Discovery Kids Brasil revelou que o novo filme será lançado no país em 2015 juntamente com a nova temporada da série.
A animação da cena de motocross foi feita por Ken Chu e pela Top Draw.

### Prévias
Em 1 de julho de 2015, o USA Today publicou um artigo sobre o filme que incluia a primeira prévia de 90 segundos. A mesma prévia foi postada pelo canal do YouTube Hasbro Studios Shorts em 6 de julho de 2015. Uma segunda prévia até o momento sem som foi apresentada na San Diego Comic-Con International de 2015. e foi lançada para o público no Facebook em 16 de julho de 2015.

## Lançamento

### Cinema
O filme recebeu uma estréia nos cinemas exclusivamente no Angelika Film Center em Nova Iorque em 17 de setembro de 2015. William Anderson, Ashleigh Ball, G.M. Berrow, Josh Haber, Daniel Ingram, Brian Lenard, Andrea Libman, Ishi Rudell, Rebecca Shoichet, Tara Strong e Cathy Weseluck, incluindo Sarah Michelle Gellar de Buffy, a Caça-Vampiros e comediante Jim Gaffigan, estavam entre os presentes. Entre os presentes de The Real Housewives of New York são celebridades Kristen Taekman, Padma Lakshmi de Top Chef, hospedeiro Nick Cannon de America's Got Talent, o ex-corredo de New York Giants Tiki Baber, fotógrafo fashion Nigel Barker, Drea de Matteo de Filhos da Anarquia e guru de ginástica Tracy Anderson.

### Televisão
O filme fez sua estreia nas televisões canadenses, latino-americanas, brasileiras e americanas pelos canais Family Channel, Discovery Kids da América Latina e do Brasil e Discovery Family, respectivamente, em 26 de setembro de 2015. Em Portugal, foi exibido em 31 de dezembro de 2015 no Canal Panda.

### Home media
O programa para a distribuição de Equestria Girls - Friendship Games inclui DVD, Blu-ray e distribuição digital, bem como um conjunto de caixa, incluindo dois filmes anteriores (Região 1) previsto para 13 de outubro de 2015. Entre os conteúdos especiais de DVD e Blu-ray, haverá uma cena deletada de uma performance musical, um comentário de áudio, faixas de karaokê e um curta de animação. Primal Screen distribuirá um DVD na Região 2,  em 2 de novembro de 2015, com o mesmo conteúdo da contraparte da Região 1, além de alguns idiomas adicionais.

## Publicidade e outras mídias

### Curtas de animação
Similar ao lançamento de Rainbow Rocks, uma série de curtas animadas baseados em Friendship Games foi lançado antes da estreia do filme. Em 27 de julho de 2015, Rudell twitou que eles serão lançados "nos próximos 3 meses". Em 31 de julho de 2015, a página em inglês My Little Pony do Facebook postou algumas intruções para se jogar a "Friendship Games Fantasy League" e indicou que um novo curta seria lançado todos sábados em agosto de 2015. Como os curtas Rainbow Rocks, estes também são separados do filme. Um total de cinco curtas foram lançados; os primeiros quatro deles, emparelhados com uma pré-visualização de 10 minutos do filme, exibidos no canal Discovery Family em 29 de agosto de 2015.
| # | Título                                                                                      | Dirigido por    | Escrito pr                    | Exibição original                         |
| - | ------------------------------------------------------------------------------------------- | --------------- | ----------------------------- | ----------------------------------------- |
| 1 | "A Ciencia da Mágica (BR)" "The Science of Magic"                                           | Jayson Thiessen | Natasha Levinger              | 1 de agosto de 2015 10 de agosto de 2015  |
| 2 | "Espiã Pinkie (BR)" "Pinkie Spy"                                                            | Jayson Thiessen | Natasha Levinger              | 8 de agosto de 2015 17 de agosto de 2015  |
| 3 | "Está Tudo Bem no Amor e nos Friendship Games (BR)" "All's Fair in Love & Friendship Games" | Jayson Thiessen | —                             | 15 de agosto de 2015 19 de agosto de 2015 |
| 4 | "A Foto Pronta (BR)" "Photo Finished"                                                       | Jayson Thiessen | Ishi Rudell e Jayson Thiessen | 22 de agosto de 2015 24 de agosto de 2015 |
| 5 | "Um Dia de Cartazes (BR)" "A Banner Day"                                                    | Jayson Thiessen | —                             | 29 de agosto de 2015 31 de agosto de 2015 |

### Livro
Uma adaptação em livro da Perdita Finn, intitulada My Little Pony: Equestria Girls: The Friendship Games foi mostrada na Feira de Brinquedos de Nova York de 2015 e seu lançamento foi publicado em 6 de outubro de 2015.

### Clipe live-action
Em 14 de agosto de 2015, a Hasbro lançou um clipe em live-action, em seu website oficial apresentando as Equestria Girls, em uma competição esportiva contra a Twilight Sparkle da Academia Crystal Prep.

### Brinquedos
Em 20 de janeiro de 2015, na Feira de Brinquedos de Londres de 2015, algumas mercadorias foram reveladas com o título My Little Pony Equestria Girls: Friendship Games.
As bonecas Wonder Colts e Shadow Bolts foram lançados nos EUA, no outono de 2015 em duas versões: "School Spirit" clásico e "Sporty Style" luxo.

### Trilha sonora
A trilha sonora do filme foi lançada em 17 de setembro de 2015 no iTunes e na Amazon.com em 18 de setembro de 2015. As primeiras três faixas, "A Amizade Através das Idades", "Meu Passado Não é Hoje" e "A Vida é uma Passalela", foram lançadas pelo canal Hasbro no YouTube em 31 de março de 2015 e um re-uploaded em 2 de abril de 2015. A música "Dance Magic (Dança Mágica)" é o tema da minissérie Equestria Girls e foi gravada para esse filme, mais foi cortada e não apresentada, junto com "Friendship Through the Ages (A Amizade Através das Idades)", "My Past is Not Today (Meu Passado Não é Hoje)" e "Life is a Catwalk (A Vida é uma Passarela).
| N.º | Título                                             | Duração |  |
| 1.  | "A Amizade Através das Idades"                     | 2:15    |  |
| 2.  | "Meu Passado Não é Hoje"                           | 2:25    |  |
| 3.  | "A Vida é Uma Passarela"                           | 2:07    |  |
| 4.  | "Mágia da Dança" (de "Equestria Girls")            | 2:04    |  |
| 5.  | "Os Jogos da Amizade"                              | 2:39    |  |
| 6.  | "Canção de Canterlot High"                         | 2:28    |  |
| 7.  | "Há Muito Mais lá Fora (versão sem dueto)"         | 2:44    |  |
| 8.  | "ACADECA"                                          | 2:42    |  |
| 9.  | "Liberte a Mágica"                                 | 3:07    |  |
| 10. | "Estava o Tempo Todo em Frente a Mim"              | 2:41    |  |
| 11. | "Há Muito Mais lá Fora (versão deletada em dueto)" | 3:51    |  |

## Sequência
Este filme tem uma sequela intitulada My Little Pony: Equestria Girls – Legend of Everfree, foi confirmada pelo executivo da Hasbro, Stephen Davis em 3 de outubro de 2015. O primeiro trailer oficial do filme foi publicado através do YouTube em 1 de agosto de 2016.
O filme foi exibido no Brasil pela televisão, em 24 de setembro de 2016 e foi lançado na  Netflix dos Estados Unidos e Canadá, em 1 de outubro de 2016.